# Феста, Марко
Марко Феста (итал. Marco Festa; 6 июня 1992 года, Монтикьяри) — итальянский футболист, играющий на позиции вратаря. Ныне выступает за итальянский клуб «Кротоне».

## Клубная карьера
Марко Феста начинал свою карьеру футболиста в родном клубе «Монтикьяри», в 17 лет перешёл в «Кастеллану». В составе сборной игроков серии D Марко принимал участие в турнире Виареджо 2011 года. Летом 2011 года он стал игроком «Мантовы», поначалу третьим вратарём. Первую половину 2013 года Феста на правах аренды провёл за «Портогруаро». Летом 2015 года он перешёл в клуб Серии B «Кротоне» вместе с тренером Иваном Юричем.
28 августа 2016 года Феста дебютировал в итальянской Серии А, выйдя в стартовом составе в домашней игре с «Дженоа». Следующий раз он вышел на поле 18 декабря того же года после удаления на 86-й минуте гостевой игры против «Удинезе» основного вратаря «Кротоне» Алекса Кордаца. Соответственно из-за его последовавшей дисквалификации Феста защищал ворота в следующем матче «Кротоне» в чемпионате, в гостевой игре против «Лацио».